# سطام بن عبدالعزیز آل سعود
سطام بن عبدالعزیز آل سعود (۲۱ ژانویه ۱۹۴۱ – ۱۲ فوریه ۲۰۱۳) فرزند سی ام ملک عبدالعزیز و یکی از اعضای ارشد مجلس آل سعود و دوازدهمین حاکم استان ریاض بود. 

## زندگی
وی در ۲۱ ژانویه ۱۹۴۲ در شهر ریاض به دنیا آمد. او سی امین فرزند بنیانگذار عربستان سعودی یعنی ملک عبدالعزیزاست. برادر تنی وی ماجد بن عبدالعزیز آل سعود، حاکم سابق استان مکه می‌باشد که مادر هر دو اینها شاهزاده موضی نام داشته است. وی از دانشگاه سن دیگو در ایالات متحده آمریکا، لیسانس مدیریت بازرگانی دارد. وی از ۵ نوامبر ۲۰۱۱ تا زمان مرگ یعنی ۱۲ فوریه ۲۰۱۳، امیر ریاض بود. همسر وی شیخه بنت عبدالله بن عبدالرحمن بن فیصل نام دارد و فرزندان وی هاله بنت سطام، عبدالعزیز بن سطام، نجلاء بنت سطام و فیصل بن سطام نام دارند. وی در ۱۲ فوریه ۲۰۱۳ در ریاض درگذشت.

## همسر و فرزندان
همسر :'
- شیخه بنت عبدالله بن عبدالرحمن بن فیصل

## فرزندان
هاله بنت سطام، عبدالعزیز بن سطام، نجلاء بنت سطام، فیصل بن سطام

## درگذشت
سرانجام وی پس از ۷۲ سال زندگی در روز ۱۲ فوریه ۲۰۱۳ درگذشت.

## جستار های وابسته
- هذلول بن عبدالعزیز آل سعود
- متعب بن عبدالعزیز